# 小行星9046
小行星9046（英語：9046）是一颗围绕太阳公转的小行星。1991年8月9日，亨利·E·霍爾特在帕洛马山发现了此天体。
这颗小行星的绝对星等为311.23755等。